# Giuramento di sangue (film 1990)
Giuramento di sangue (Blood Oath) è un film del 1990 diretto da Stephen Wallace.